# Liste der Mitglieder des Consiglio Grande e Generale (20. Legislaturperiode)
Die Liste enthält alle Abgeordneten des Consiglio Grande e Generale, der Legislative San Marinos, in der 20. Legislaturperiode von 1978 bis 1983.

## Zusammensetzung
Nach den Parlamentswahlen vom 28. Mai 1978 setzte sich der Consiglio Grande e Generale wie folgt zusammen.
| Mitglied des Consiglio Grande e Generale | geb. | Liste | Listenplatz | Kommentar |
| ---------------------------------------- | ---- | ----- | ----------- | --------- |
| Giuseppe Amici                           | 1941 | PCS   | 07          |           |
| Giuseppe Arzilli                         | 1941 | PDCS  | 10          |           |
| Adalmiro Bartolini                       |      | PCS   | 14          |           |
| Libero Barulli                           | 1947 | PSU   | 03          |           |
| Umberto Barulli                          | 1921 | PCS   | 01          |           |
| Giovanni Battistini                      |      | PDCS  | 13          |           |
| Giancarlo Berardi                        |      | PSU   | 07          |           |
| Giuseppe Berardi                         |      | PCS   | 09          |           |
| Gian Luigi Berti                         | 1930 | PDCS  | 01          |           |
| Federico Bigi                            | 1920 | PDCS  | 08          |           |
| Fernando Bindi                           | 1938 | PDCS  | 05          |           |
| Marino Bollini                           | 1933 | PSU   | 04          |           |
| Menetto Evaristo Bonelli                 |      | CDF   | 01          |           |
| Clara Boscaglia                          | 1930 | PDCS  | 02          |           |
| Cristoforo Buscarini                     |      | PCS   | 10          |           |
| Antonio Carattoni                        | 1945 | PCS   | 08          |           |
| Virgilio Cardelli                        |      | PDCS  | 23          |           |
| Antonio Ceccoli                          | 1946 | PDCS  | 21          |           |
| Lino Celli                               |      | PCS   | 11          |           |
| Pietro Chiaruzzi                         |      | PSS   | 05          |           |
| Germano De Biagi                         | 1949 | PSU   | 06          |           |
| Emilio Della Balda                       | 1937 | PSU   | 01          |           |
| Giuseppe Della Balda                     |      | PSS   | 04          |           |
| Francesco Francini                       |      | PDCS  | 17          |           |
| Carlo Franciosi                          | 1935 | PDCS  | 14          |           |
| Clelio Galassi                           | 1950 | PDCS  | 09          |           |
| Ermenegildo Gasperoni                    | 1906 | PCS   | 03          |           |
| Pier Paolo Gasperoni                     | 1950 | PSU   | 02          |           |
| Gabriele Gatti                           | 1953 | PDCS  | 24          |           |
| Gilberto Ghiotti                         |      | PCS   | 05          |           |
| Giancarlo Ghironzi                       | 1932 | PDCS  | 04          |           |
| Remy Giacomini                           |      | PSS   | 02          |           |
| Pietro Giancecchi                        |      | DS    | 01          |           |
| Maurizio Gobbi                           |      | PCS   | 13          |           |
| Alberto Lonfernini                       |      | PDCS  | 19          |           |
| Giuseppe Lonfernini                      |      | PDCS  | 18          |           |
| Luigi Lonfernini                         | 1938 | PDCS  | 25          |           |
| Primo Marani                             | 1922 | PCS   | 16          |           |
| Giovanni Vito Marcucci                   | 1927 | PDCS  | 06          |           |
| Rosolino Martelli                        | 1939 | PDCS  | 20          |           |
| Orazio Mazza                             |      | PDCS  | 26          |           |
| Amadeo Michelotti                        |      | PDCS  | 16          |           |
| Fausta Morganti                          | 1944 | PCS   | 02          |           |
| Piero Natalino Mularoni                  | 1948 | PDCS  | 12          |           |
| Vincenzo Pedini                          | 1920 | PCS   | 12          |           |
| Maria Lea Pedini Angelini                | 1954 | PSS   | 06          |           |
| Ferruccio Piva                           |      | PDCS  | 03          |           |
| Adriano Reffi                            | 1937 | PSS   | 03          |           |
| Giordano Bruno Reffi                     | 1921 | PSS   | 01          |           |
| Pietro Reffi                             | 1927 | PDCS  | 11          |           |
| Mario Rossi                              |      | PSU   | 05          |           |
| Massimo Roberto Rossini                  | 1945 | PCS   | 15          |           |
| Simone Rossini                           |      | DS    | 02          |           |
| Alvaro Selva                             |      | PCS   | 06          |           |
| Gian Franco Terenzi                      | 1948 | PDCS  | 07          |           |
| Marino Vagnetti                          | 1924 | PDCS  | 15          |           |
| Francesco Valli                          |      | PDCS  | 22          |           |
| Marino Venturini                         | 1944 | PSS   | 08          |           |
| Antonio Lazzaro Volpinari                | 1943 | PSS   | 07          |           |
| Rossano Zafferani                        | 1948 | PCS   | 04          |           |

## Abkürzungen
- CDR: Comitato Difesa Repubblica
- DS: Democrazia Socialista
- PCS: Partito Comunista Sammarinese
- PDCS: Partito Democratico Cristiano Sammarinese
- PSS: Partito Socialista Sammarinese
- PSU: Partito Socialista Unitario